# Château de Rodès
Le château de Rodès est une ancienne fortification médiévale de la commune de Rodès, située dans la région naturelle et historique du Conflent (Catalogne nord).
Le château est situé au nord-est de la commune, sur un pic rocheux surplombant le vieux village et l'ancienne chapelle lui appartenant, aujourd'hui l'église Saint-Valentin de Rodès.

## Histoire

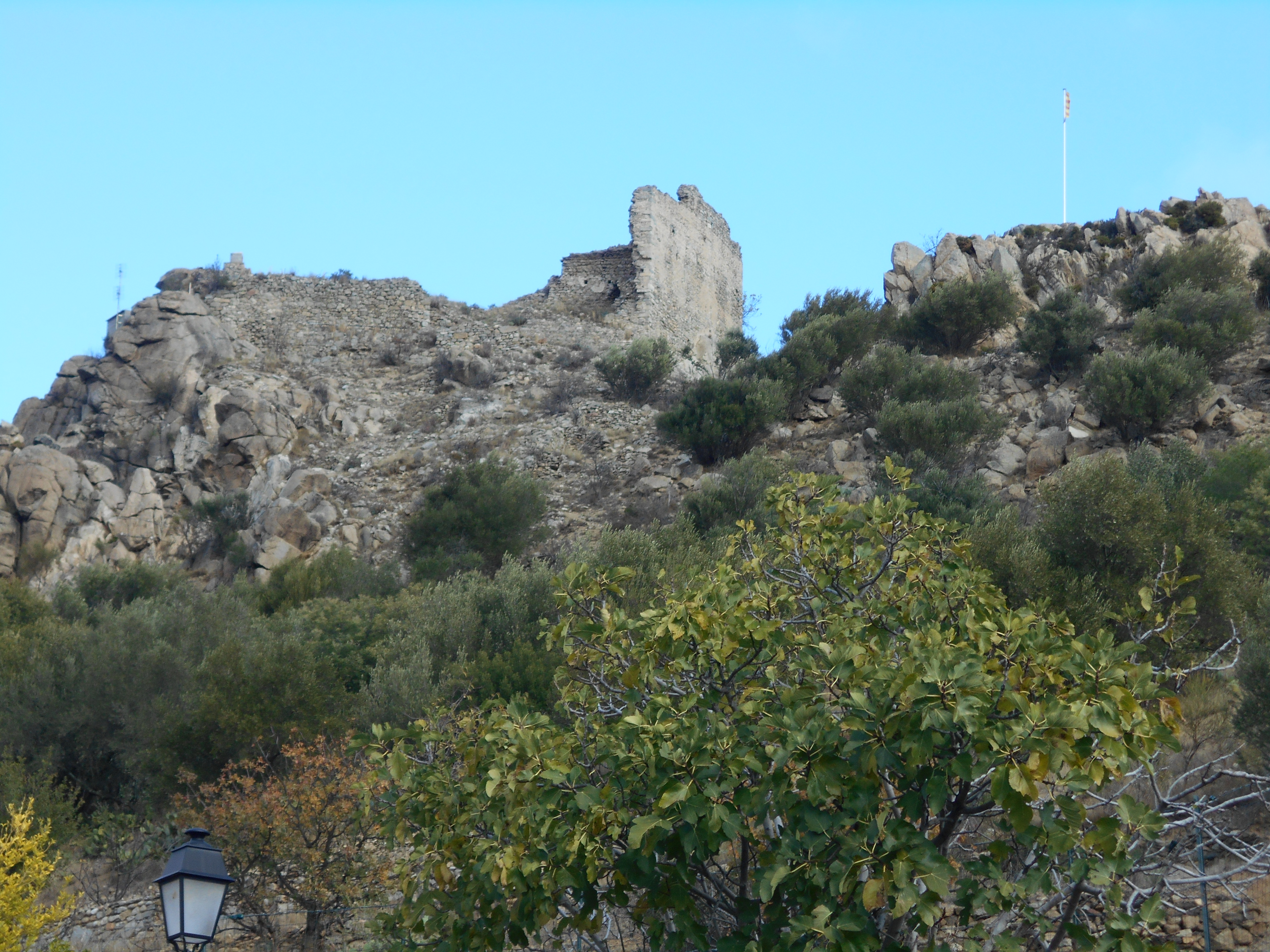
La partie la mieux conservée du château.

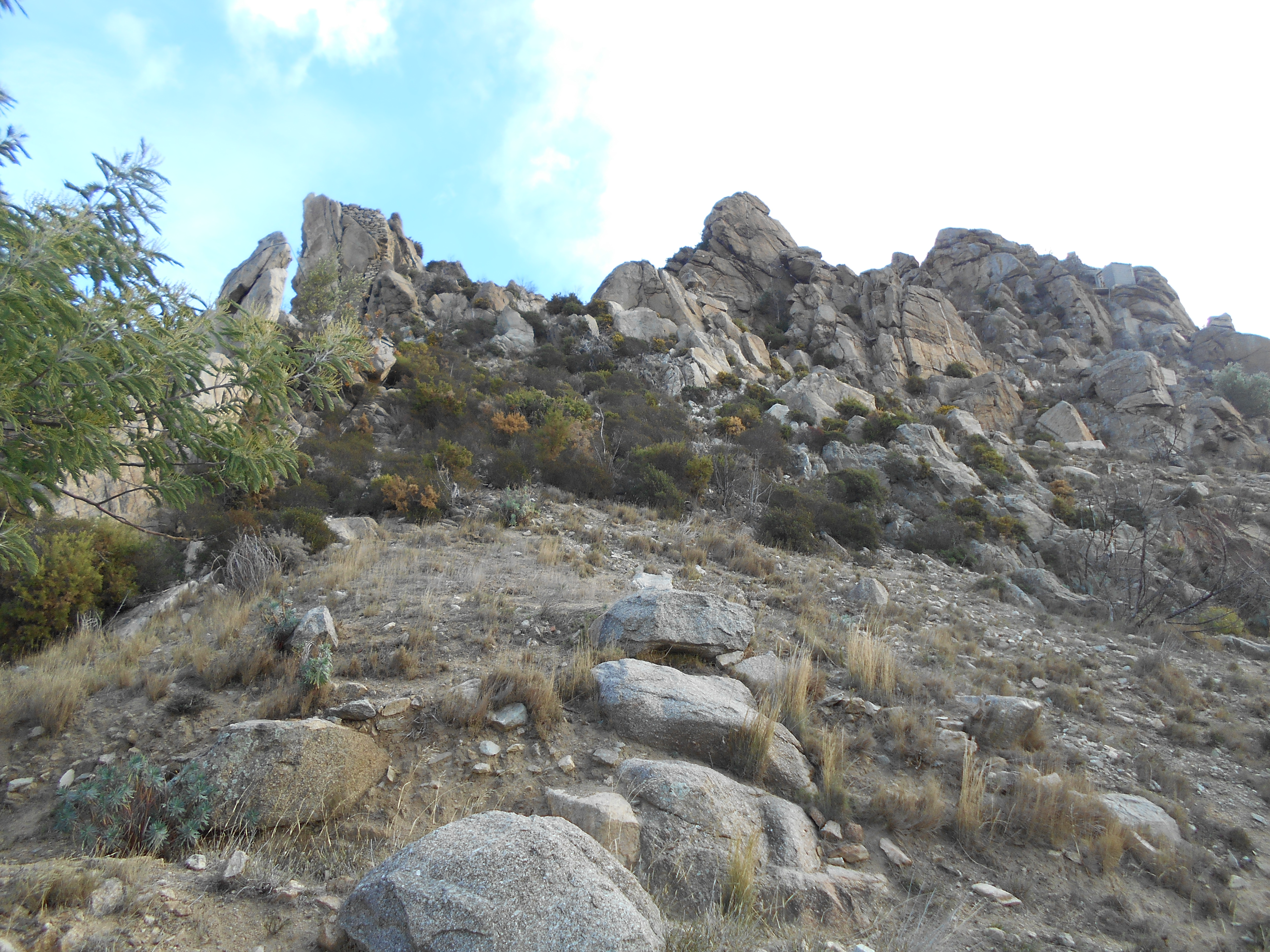
Pointe nord du château.

Le château de Rodès est mentionné pour la première fois en 1068 comme castellum Rodenis dans l'acte de serment de fidélité et d'hommage de Bernat Pere de Domanova, seigneur des lieux, au comte Guillaume-Raymond Ier de Cerdagne. Un peu plus tard, en 1095, le même comte le légua à son fils Guillem Jordà.
Selon d'autres références, son existence remonte à 1080. Sa construction aurait contribué au dépeuplement de Domanova, pour un emplacement plus sûr.
Sa position, dominant la vallée de la Têt et ainsi offrant une vue sur toute la zone, aurait été un atout important pour les seigneurs de Domanova, au service des comtes de Cerdagne-Conflent.
En 1109 et 1117, le château est encore cité dans un autre serment : celui de Pere Bernat de Domanova, fils de Bernat Pere, à Bernat Guillem Ier de Cerdagne, frère de Guillem Jordà.
En 1175, il est mentionné une autre fois, dans un acte de cession de pâturages du Carlit, appartenant à Pere de Domanova, fils de Pere Bernat, et sa femme Ermessenda, à l'abbaye de Sainte-Marie de Poblet. Leur fille et héritière, Cerdana de Rodès, se maria avec Guillem de Canet, et en 1225 leur fils, aussi appelé Guillem de Canet, reçut à la mort de sa mère, sans testament signé, le château de Rodès, confirmé par le comte de Roussillon et Cerdagne Nunó Sanche, après le paiement prévu dans les Usages de Barcelone.
Entre 1276 et 1311 sont données des dispositions de Jacques II de Majorque dans lesquelles il certifiait à Guillem de Canet, entre d'autres, les possessions de Canet-en-Roussillon, Rodès et Ropidera. À la suite de ça, entre 1311 et 1324, le même Guillem de Canet rendait hommage au nouveau roi de Majorque, Sanche Ier, amenant ainsi à la création de la vicomté de Canet.
À la suite de la création de la vicomté, le roi attribua au nouveau vicomte Guillem de Canet les territoires de Torreilles et de Juegues et, en échange, passèrent dans le domaine royal, Rodès et Ropidera. Dès lors, Rodès fut régi au nom du roi par un châtelain ayant le titre de maire.
En 1359, le roi Pierre IV nomma maire de Rodès Ramon de Perellós, à la place de Pere de Millas, qui s'en allait en Sardaigne. Onze ans plus tard, il lui accorda le titre de maire à perpétuité sous forme héréditaire.
C'est de cette époque que date la construction des murailles de la commune de Rodès; des fragments de cette muraille peuvent encore se voir aujourd'hui sur plusieurs sites du village. Le plus remarquable est le Portal du Castell.
Dans l'inventaire de 1369, le château de Rodès est mentionné comme château royal. En 1376, Ramon de Perellós fut nommé gouverneur général des comtés de Roussillon et Cerdagne, par conséquent il fut autorisé à nommer un lieutenant à lui comme châtelain et maire de Rodès.
Pourtant, à la mort de Ramon de Perellós les titres passèrent aux mains de sa veuve, ce qui à cette époque n'était pas permis à une femme. Ce fut pour cela que le roi Jean Ier racheta d'abord les seigneuries de Rodès et Ropidera et il les revendit en 1393, au milieu du désordre financier de ce règne, au cousin de Ramon de Perellós, du même nom (fait qui peut parfois créer la confusion entre les deux vicomtes), deuxième vicomte de Rueda, premier vicomte de Perellós et auteur du Voyage au Purgatoire.
Rodès resta nominalement aux mains de la famille Perellós, mais en 1419-1420 les commissaires royaux acquirent le château et le vendirent à Antoni Viader, bourgeois de Villefranche-de-Conflent. Après, il passa aux mains de la famille Andreu (Francesc Andreu, bourgeois de Perpignan, neveu de Viader), et encore plus tard à Galceran de Vilardell, en 1504.
Francesc de Peyrepertuse (mort entre 1552/54) acheta en 1543 les seigneuries de Rodès et Ropidera aux Vilardell, et il les incorpora au patrimoine des Perapertusa, barons de Joch, une lignée qui s'éteignit au XVIIe siècle.
La dernière occupation du château s'attribue au même siècle : le 10 décembre 1652, les troupes françaises attaquèrent le château, action durant laquelle le maire de la ville se distingua pour sa défense. À partir du début du XVe siècle, le château avait perdu une bonne partie de sa valeur stratégique, en cessant d'être frontalier entre des comtés.

## Le bâtiment
Le château occupe une plateforme irrégulière au sommet d'une crête inaccessible, ou de très mauvais accès, par presque tous ses côtés. Aux nord et nord-ouest le protège une falaise donnant sur la Têt. Au sud-ouest et au sud, une forte pente partant du village de Rodès en gênait beaucoup l'accès. Seulement à l'est, lieu par où la crête continuée jusqu'au sommet sur lequel se trouve le château, il y a un accès un peu plus facile où a été construite une fosse afin d'en protéger l'entrée.

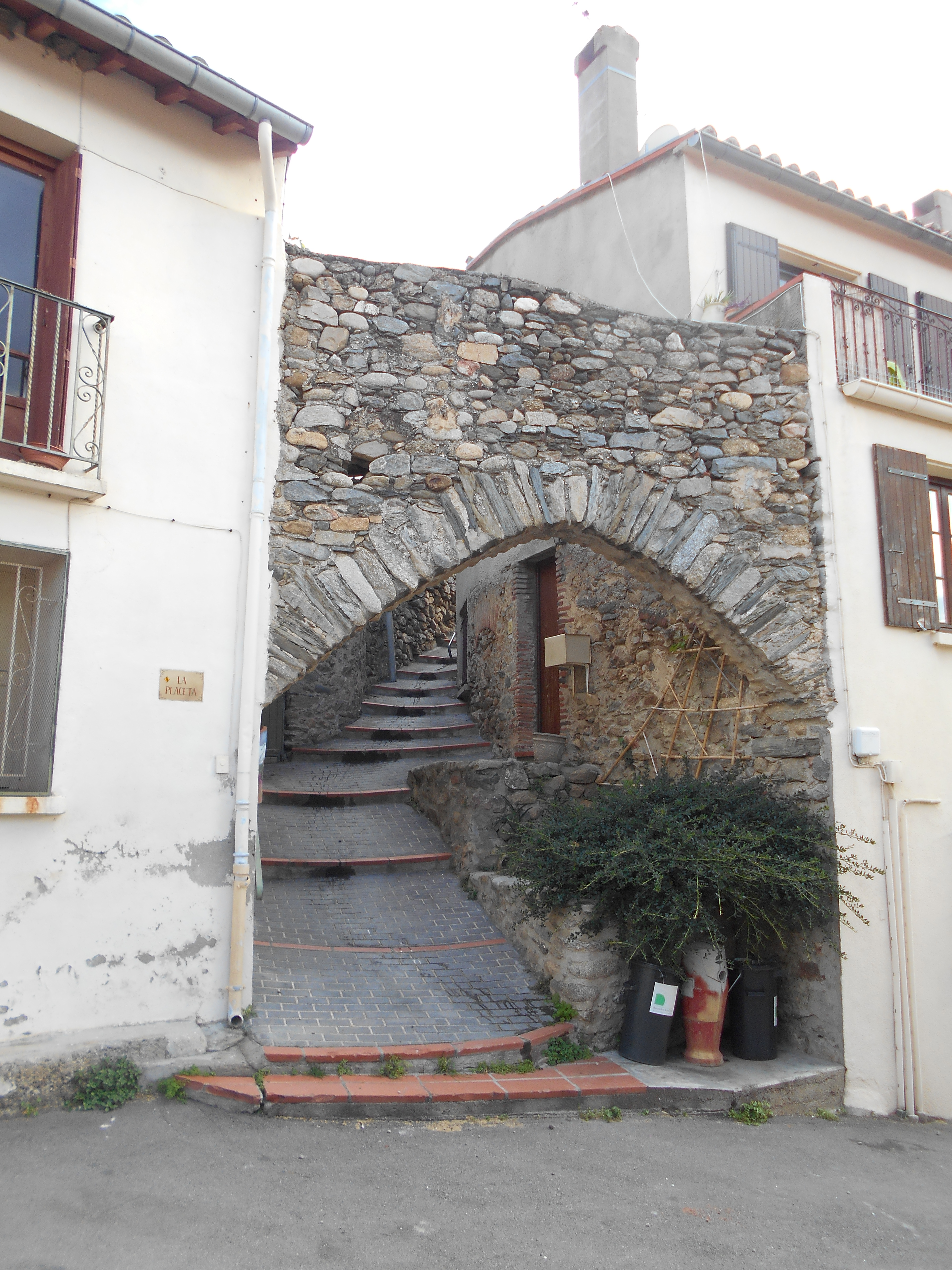
Le Portal du Castell, dans le village

Les bases du château sont du XIe siècle, avec quelques modifications postérieures. Les ruines sont assez mal conservées, mais permettent d'apercevoir le plan original de l'édifice, en forme de pentagone irrégulier : le tracé du périmètre extérieur est entier au nord et à l'est, tandis qu'au sud et à l'ouest, les murs, en ruines, sont divisés en plusieurs morceaux éparpillés sur la pente descendant du château. L'accès devait se faire dans la zone sud-est, une des plus abîmées, même si côté nord il y a encore une poterne.
La chapelle de Saint-Valentin de Rodès, citée en 1350, et qui fut pendant une période l'église paroissiale du village, est près d'où devait se trouver le porche d'entrée de l'enceinte. Dans le même village y a le Portal du Castell, d'où commence le chemin qui monte au château et à la chapelle.
La courtine à l'est du château, située au-dessus de la  falaise, est une de celles que se maintiennent le plus en place. Elle conserve une hauteur de plus de 10 mètres et toute sa largeur originale. Il y a une dizaine d'étroites embrasures, en plus d'une fenêtre en forme de croix grecque correspondant à la chapelle, distribuées en trois niveaux différents. Cette même paroi conserve, en haut, des restes des créneaux qui couronnaient le mur.
La partie méridionale de la fortification est la plus détruite et le matériel qui la formait est dispersé, brisé, sur la pente à ses pieds, en direction du village. Le côté ouest conserve un petit tronçon de près de 2,5 mètres de murailles, avec la porte avant mentionnée à la zone nord-ouest, porte qui s'ouvre sur la falaise qui donne sur le fleuve. Le côté nord conserve aussi un bon morceau de muraille, avec des embrasures, mais il n'arrive pas à la hauteur du mur est.
L'intérieur du château est un tas de gravats, mais les excavations de 1979 et 1981 permirent de découvrir plusieurs salles avec des plafonds en voûtes structurées autour d'une cour centrale. Il y a des vestiges, parfaitement identifiables, d'une grande salle et de la chapelle, en plus d'autres petites pièces. La citerne, avec son revêtement imperméable de couleur rosée, est parfaitement distinguable.